# Gilman (Wisconsin)
Pour les articles homonymes, voir Gilman.
Gilman est un village du comté de Taylor, dans l'État du Wisconsin, aux États-Unis. En 2020, il comptait une population de 378 habitants.